# Buzura aequinoctialis
Buzura aequinoctialis là một loài bướm đêm trong họ Geometridae.